# NGC 1214
NGC 1214 est une galaxie lenticulaire située dans la constellation de l'Éridan. Elle a été découverte par l'astronome américain Ormond Stone en 1886.

## Caractéristiques
Sa vitesse par rapport au fond diffus cosmologique est de 4 688 ± 20 km/s, ce qui correspond à une distance de Hubble de 69,1 ± 4,9 Mpc (∼225 millions d'al).
À ce jour, une mesure non basée sur le décalage vers le rouge (redshift) donne une distance d'environ 54,700 Mpc (∼178 millions d'al). Cette valeur est à l'extérieur des valeurs de la distance de Hubble. Notons que c'est avec la valeur moyenne des mesures indépendantes, lorsqu'elles existent, que la base de données NASA/IPAC calcule le diamètre d'une galaxie et qu'en conséquence le diamètre de NGC 1214 pourrait être d'environ 25,9 kpc (∼84 500 al) si on utilisait la distance de Hubble pour le calculer.
NGC 1214 est une galaxie du champ, c'est-à-dire qu'elle n'appartient pas à un amas et qu'elle est donc gravitationnellement isolée. Cette indication sur le site de NED semble en contradiction avec l'appartenance de NGC 1214 au groupe compact de Hickson 23, mais on retrouve la même indication pour NGC 1215.

## Groupe compact de Hickson 23
En compagnie de NGC 1215, de NGC 1216 et de PGC 11673, NGC 1214 forme le Groupe compact de Hickson HCG 23.